# Сумба (Индонезия)
Су́мба (индон. Pulau Sumba) — один из островов Индонезии, относится к Малым Зондским островам, расположен в Индийском океане к югу от о. Флорес между островами Сумбава и Тимор.

## География
Размеры острова составляют 300 x 75 км.
Климат экваториально-муссонный, сезонов два: сухой (июнь—октябрь) и влажный (ноябрь—март), наибольшее количество осадков выпадает в январе—феврале.

## История
Исторически, с этого острова экспортировали сандаловое дерево и он был известен как сандаловый остров. В 1522 году первые корабли из Европы прибыли на остров, и с 1866 году Сумба принадлежала голландской Ост-Индии. Иезуиты открыли миссию в Лауре в 1866 году. Несмотря на контакт с западной культурой, Сумба является одним из немногих мест на Земле, в котором мегалитические захоронения используются в качестве «живой традиции» для погребения умерших. Захоронение в мегалитах (древнее культовое сооружение из огромных необработанных каменных глыб, служившее могильным памятником или святилищем) — это практика, использовавшаяся во многих частях мира в эпоху неолита и бронзового века, но сохранилась до наших дней лишь на Сумбе. Ещё одна древняя традиция, которая иногда приводит к летальному исходу: ежегодная игра Pasola. В состязании две команды, часто насчитывающие несколько сотен всадников, сражаются друг с другом на копьях.

## Население
Всего на острове проживает 685 186 человек (2010).

## Культура
Сумба имеет весьма стратифицированное общество, основанное на кастах. Это особенно прослеживается в Восточной Сумбе. Западная Сумба этнически и лингвистически более разнообразна. Население острова говорит на языках, близких к австронезийским с примесью меланезийских элементов. Крупнейшей языковой группой является язык Kambera, на котором говорят около 250 тыс. человек в восточной половине острова Сумба.
От 25 % — 30 % населения исповедуют анимистическую религию Marapu. Остальные же — христиане, большинство из которых голландские кальвинисты, и лишь малая часть относится к римско-католической церкви. Небольшое количество мусульман-суннитов можно найти в прибрежных районах острова.

## Административное деление
Вместе с прилегающими островами входит в административный регион Малые Зондские острова, провинция Восточная Нуса-Тенгара.

## Туризм
Развитие получили сёрфинг, дайвинг, экологический и пляжный туризм.
На острове имеются два аэропорта.